# Zuhajr Bahlúl
Zuhajr Bahlúl, hebrejsky זוהיר בהלול‎‎, arabsky زهير بهلول‎‎ (* 24. prosince 1950 Haifa), je izraelský sportovní novinář a politik arabské národnosti; poslanec Knesetu za Sionistický tábor.

## Biografie
Je vdovcem, má tři děti. Profesně působil jako sportovní novinář a komentátor. Jeho matka byla rovněž aktivní v žurnalistice a vedla sirotčinec v Akku. Novinářskou dráhu započal v roce 1974 jako investigativní reportér ve veřejnoprávní rozhlasové stanici Israel Broadcasting Authority. Později byl sportovním komentátorem v rozhlasu i v televizní Stanici 1. Zaměřoval se na dění v řadách arabské menšiny v Izraeli. Společně s kolegy Rami Brošem a Jigalem Bitonem napsal Izraelskou sportovní encyklopedii.
Ve volbách v roce 2015 byl zvolen do Knesetu za Sionistický tábor (aliance Strany práce a centristické strany ha-Tnu'a).